# Hemitheini
Gli Hemitheini Bruand, 1846 sono la più numerosa tribù di lepidotteri, appartenente alla sottofamiglia Geometrinae della famiglia Geometridae, diffusa in tutti i continenti.

## Descrizione
Come la maggior parte delle Geometrinae, anche queste falene sono piccole "falene smeraldo" (in inglese emerald moths) di colore verdognolo.

## Tassonomia
In alcuni lavori, le tribù Comostolini, Hemistolini, Jodini, Microloxiini, Thalassodini e Thalerini sono trattate come tribù indipendenti, ma esse sono probabilmente parafiletiche tra di loro e nei confronti dei restanti generi degli Hemitheini.
Di conseguenza, fintantoché non siano disponibili maggiori informazioni, esse sono qui incluse fra gli Hemitheini.
In altri sistemi, le Geometrinae sono definite in una maniera più inclusiva, cosicché gli Hemitheini sono trattati come una sottotribù: gli Hemitheina.

## Alcuni generi e specie selezionati
Alcuni generi di Geometrinae non sono ancora stati assegnati con certezza ad una tribù (generi incertae sedis); tra loro, alcuni potrebbero essere inclusi in questa tribù
- Albinospila - in precedenza inclusa in Prasinocyma
- Anoplosceles
- Aoshakuna Matsumura, 1925 - spesso inclusa in Chlorissa; include Nipponogelasma
- Aporandria
- Berta
- Chlorissa Stephens, 1831
- Chloristola
- Chlorochlamys Hulst, 1896
- Chloropteryx Hulst, 1896
- Culpinia Prout, 1912
- Comostola Meyrick, 1888
- Dyschloropsis Warren, 1895
- Episothalma
- Eretmopus
- Gelasma Warren, 1893
- Hemistola Warren, 1893
- Hemithea Duponchel, 1829
  - Hemithea aestivaria
- Hethemia Ferguson, 1969
- Idiochlora Warren, 1896
- Jodis Hübner, 1823
  - Jodis putata
- Maxates
- Mesothea Warren, 1901
- Microloxia Warren, 1893
- Mujiaoshakua Inoue, 1955
- Nipponogelasma  Inoue, 1946
- Oenospila
- Olerospila
- Orothalassodes
- Pamphlebia
- Pelagodes
- Thalassodes
- Thalera Hübner, 1823
- Xerochlora Ferguson, 1969